# Raúl Guarderas Guarderas
Raúl Guarderas Guarderas (Quito, Ecuador, 26 de marzo de 1932 - 14 de septiembre de 2013) fue un actor de teatro, cine y televisión; escritor de poesía, teatro y novela; periodista y comentarista taurino. Ganadero, silvicultor y conservacionista práctico de la naturaleza. Fundador, junto con su esposa, María del Carmen Albuja, del Teatro Patio de Comedias en Quito, mentalizador del Paseo Procesional del Chagra y fundador del grupo de teatro ATAM, en Machachi.
En el ámbito ganadero desempeñó varias responsabilidades en instituciones gremiales. Su hacienda ganadera "Yanayura" recibió innumerables galardones. Desarrolló una cruza de vacas lecheras adaptada a la altura de la serranía ecuatoriana, a las que les llamó “Chisinchanas”. Fue pionero en manejar ganado lechero dentro del sistema silvopastoril en las faldas del volcán Atacazo. En esa misma zona, dedicó muchos años de su vida a proteger una importante área de bosque primario única en la región interandina o sierra ecuatoriana.

## Trayectoria cultural

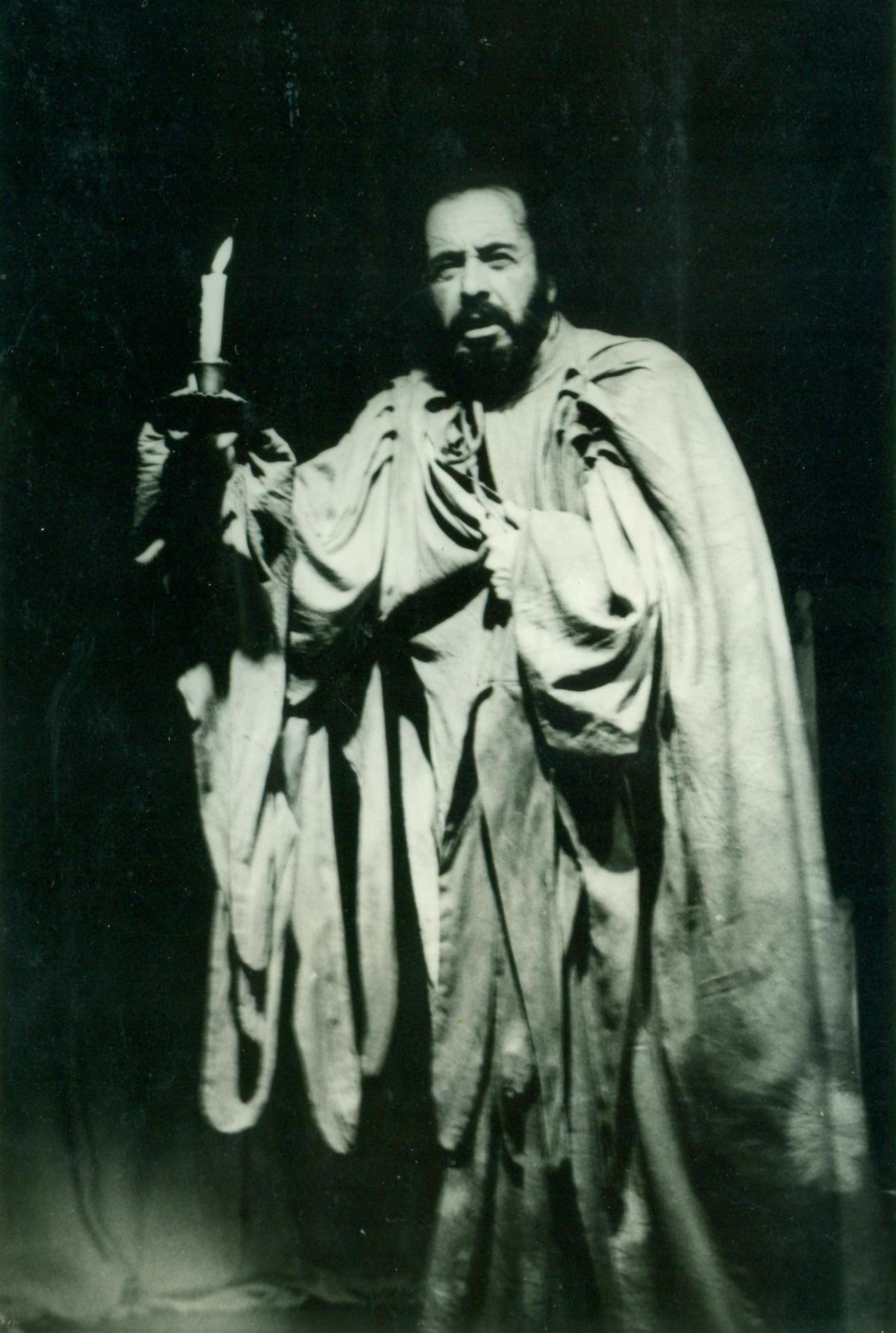
Raúl Guarderas en El canto del cisne, de Antón Chéjov

Como actor desempeñó papeles principales en: En los Ojos vacíos de la gente de Paco Tobar; Mi querido mentiroso de Jerome Kilty; la Señorita Julia de August Strindberg; Petición de mano, Un duelo, El Jardín de los cerezos, Sobre el daño que hace el tabaco, El Oso, El Canto del Cisne de Anton Chéjov; El retablo jovial de Alejandro Casona; Receta para viajar de Francisco Aguirre Guarderas; El Secreto de la Azucena de Luis Miguel Campos.
Dirigió los montajes de Anillos para una dama de Antonio Gala; En los ojos vacíos de la gente de Tobar; “Entre chalinas y ponchos” y "Alza que te han visto" de autoría suya, "La importancia de llamarse compadre Honorio" y Petición de mano (adaptaciones de los textos de Oscar Wilde y Chéjov a la cultura chagra).
En la televisión y cine participó como actor y en algunas producciones como asesor de locaciones, vestuario e investigación Entre otras producciones sobresale su participación en: A la Costa (Ecuavisa, 1995); El Chulla Romero y Flores (Ecuavisa, 1995); Recuerdos en Paita (Teleamazonas, 1994); El Cojo Navarrete (Ecuavisa, 1996) en ésta también trabajó junto a Carl West en el guion; Galápagos: el diablo en el paraíso (Renato Ortega y Gyula David, 1995); El Puente llevará su nombre (Teleamazonas, 1996); Polvo y ceniza (Teleamazonas, 1996); "Recuerdos de Montalvo" (ASOCINE,s/f)[13]; en la serie televisiva "Equinox: ancestros, leyendas, héroes y exploradores"
Actuó también en producciones internacionales: Die Besteigung des Chimborazo (Rainer Simon, 1989) Unser Mann im Dschungel (Rudolf Steiner, 1985), Mi tía Nora (Jorge Prelorán, 1982).
Entre sus producciones literarias constan su poema Cimarrón (premiado por la Casa de la Cultura Ecuatoriana sección poesía de la naturaleza), su poemario "Sentimiento chacarero" (no publicado) y más de cien cuentos inéditos. Fue coautor de El Chagra (Mariscal,1993) y autor de la novela Donde reposan las nubes (Abya-Yala, 2002).
Dictó cursos de dicción para actores. Su formación vocal se la debió a la maestra Blanca Hauser. Tenor. Compuso un pasillo dedicado a Quito: "Evocación quiteña" y dos canciones a los chagras y al campo: "Tocan unos días al pueblo" y "El ansia de la tierra floja".
Como diría Santiago Rivadenerira Aguirre, Raúl Guarderas "propuso una “nueva teoría” del mundo en que la ética y el arte, podían jugar un papel decisivo para el actor", pues además de sus actuaciones apostó por iniciar la labor del teatro independiente en Quito, con la fundación del Teatro Patio de Comedias. Fue también miembro fundador de los "Delphic games", cuyo objetivo es unir a las naciones a través del arte y la cultura.

## Biografía

### Infancia
Nació en el seno de dos familias una conservadora, los Guarderas-Arteta, y otra liberal, los Guarderas-González. De su abuelo materno, Alejandro, heredó la “sal quiteña” y de su abuela Juanita la elegancia. De sus abuelos paternos Abel y Clara, dueños de la Plaza de Toros Belmonte, heredó el gusto por el arte, los toros y los caballos. Su infancia transcurrió con sus hermanos y primos en la Plaza Belmonte. Sus ocurrencias iniciaron también en esta etapa. Cuentan que construían una plaza de toros en miniatura y que lo único que les faltaba era el toro. No encontraban el material preciso para su confección. Hasta que un día llegó a visitar a su madre, Beatriz Guarderas, una señora de la aristocracia quiteña. Esta señora vestía un abrigo de piel muy elegante. Raúl encontró el material que necesitaban en el perchero de la casa. Tomó una tijera y cortó el pedazo del abrigo requerido. Felices con su hazaña fueron a preparar el toro. No se sabe con exactitud si la amistad de esta señora y su madre continuó tras esta trastada. Pero lo que es cierto es que primos y hermanos lograron entretenerse por muchas tardes en la Plaza Belmonte.Otra anécdota de su infancia es la que contaba su madre. Un día llegó a casa indicándole que era el capitán del equipo de fútbol y que requería unos zapatos deportivos nuevos. Su madre orgullosa de este acontecimiento, salió de inmediato a comprar los zapatos. Pero su decepción fue grande, al día siguiente, cuando al entrar a la Escuela Espejo para mirar el desfile de su hijo, encontró que no había ningún desfile, ningún campeonato y ningún capitán de equipo.

### Juventud
Durante su juventud desarrolló sus habilidades de “chulla quiteño”. Para poder entrar a las fiestas a las que no era invitado, fingía ser quien recibía a los invitados en la puerta. Allí solicitaba la invitación y recogía los abrigos. Al cabo de un momento se ponía el elegante abrigo y entraba a la fiesta de gala con invitación en mano.
Expulsado del Colegio San Gabriel por irreverente. Conocida es la respuesta dada a una autoridad del colegio que le dijo: "Guarderas le voy a poner en la calle" y Raúl respondió "en la vereda por favor, cuidado me arrolle un carro". Pasó largos años en el Colegio Mejía, los disfrutó mucho y estudió poco. Famosa es también la improvisación de un peculiar himno al colegio que hizo cantar en coro a los estudiantes secundarios. Cuenta la anécdota que el propio Ministro de Educación de aquella época intercedió para que no lo expulsaran del colegio, argumentando la gran creatividad de la letra inventada por Guarderas. Crítico de la educación formal. Fue autodidacta.
Su primer trabajo fue calificando películas que llegaban a Quito desde otros países. Fue así que conoció a profundidad a los grandes artistas de cine de la década de 1950. Ingresó a trabajar en Panagra como ayudante de comercialización y luego como responsable de despachar aviones en el departamento de carga. Durante este tiempo en el Club de Panagra fue desarrollando sus habilidades histriónicas para contar anécdotas.
En 1957 se casó con María del Carmen Albuja. Con ella iniciaron el primer emprendimiento autónomo en una microempresa de productos lácteos: “El Gaucho”. No tuvo el éxito esperado por lo que decidió decantarse por lo que sabía hacer y trabajó en la compañía aérea LIA (Línea Internacional Aérea, 1958-1961). Compañía de carga y de pasajeros que inició vuelos desde el Continente hacia el Archipiélago de Galápagos. Fue pionera en llevar turismo a las islas (de lo que Raúl se arrepintió profundamente al mirar el vertiginoso cambio con la llegada del turismo masivo). Guarderas se enamoró de las Islas Encantadas, decidió permanecer allí por una estancia corta pero llena de historias. LIA se cerró. De allí una de sus frases: “en la vida hay que aprender a fracasar”.
Fue en 1962 cuando se trasladó junto a su esposa a Aloasí para dedicarse a las actividades ganaderas con su cuñado. En esta época se convirtió en actor innato de lo que hoy se denominaría stand-comedy. Cualquier lugar lo convertía en escenario. Quienes fueron sus allegados recuerdan la “Luna de miel en Acapulco”, “El tren a Riobamba”, “El violinista manco”, “El cazador furtivo”, "Bunga-bunga", "Capricho es capricho". Cuenta la anécdota que en un viaje al extranjero, en el autobús de turismo empezó con su repertorio. Uno de los pasajeros rio tanto que el vehículo debió parar por emergencia médica.
Desde 1962 hasta inicios de 1980 dedicó su vida a la ganadería lechera. Encontró en el campo y las vacas su pasión. Sin tener una preparación técnica logró, con arduo trabajo junto a su mujer y gran instinto, crear una de las principales ganaderías de esa época en la Hacienda Yanayura. Fueron su capacidad de observación, su crítica a presupuestos coloniales para la producción y su escaso temor a la experimentación los que favorecieron a que su ganadería ganase muchas ferias y concursos. Recibió premios como “Mejor Criador” y “Mejor Ganadero”. Su segunda hija es quien ha seguido este legado. También cumplió con su responsabilidad gremial siendo director y asesor del área de ganadería lechera del Instituto Nacional Autónomo de Investigaciones Agropecuarias (INIAP), vicepresidente de la Asociación Holstein Friesian del Ecuador y en dos ocasiones vicepresidente del Centro Agrícola del Cantón Mejía. Haciendo uso de su habilidad histriónica hizo de las suyas en muchos eventos ganaderos: fue martillador en los primeros remates de animales y volvió famoso un sui-generis juzgamiento en el que hizo desfilar a insignes caballeros ganaderos en lugar de sus pupilas bovinas.
Su creatividad también se plasmaba en el cotidiano, diseñó lámparas reutilizando los trofeos ganados. Su hijo heredó esta habilidad convirtiéndose en diseñador industrial.

### Madurez
Desde 1975 junto a su mujer, sus cuatro hijas y su hijo dividió su tiempo entre el campo y la ciudad. En Quito cumplió su anhelo de actuar integrándose al Teatro Independiente, grupo fundado por el dramaturgo Paco Tobar. El elenco en ese momento lo conformaban: Guillermo Tobar Rivadeneira, Miguel Ordóñez, Guillermo Espinosa, Fanny Lucio, Mariana Acosta, Martha Silva, Paca Reyes y Rosario Mera Navarro. Prepararon, bajo la dirección de Guillermo Tobar, el montaje de “En los Ojos Vacíos de la Gente” del autor ecuatoriano Paco Tobar. En esta obra actuaban Raúl Guarderas y María del Carmen Albuja. Durante este tiempo convirtieron a la Casona de la Mariscal, donde habitaban, en el lugar de ensayo y de presentaciones. Simultáneamente Raúl organizaba un programa de televisión llamado “Invitados al folklore” cuya pretensión fue recoger la producción musical de América Latina para que la conociera la audiencia quiteña. Los músicos e intérpretes eran jóvenes talentos de la ciudad. En estos tiempos con su esposa decidieron promover la formación cultural del público quiteño. Crearon “La Buhardilla” en alusión al lugar de la casa donde sucedían los cursos. En este espacio importantes personajes de la cultura ecuatoriana se dedicaron a formar al público en: historia del arte, teatro, literatura, música. Entre los conferencistas que por allí pasaron cuentan: Alfredo Pareja Diezcanseco, Alfonso Barrera Valverde. Tanta efervescencia cultural en el hogar de los Guarderas, hizo que pronto decidieran convertir a una bodega en la parte trasera de la casa en una pequeña sala de teatro: el “Patio de Comedias”.
La primera obra que estuvo en el escenario del teatro Patio de Comedias fue “Representado a Karim” dirigida por Guillermo Tobar y actuada por Mariana Acosta y Miguel Ordóñez. Luego invitaron a la directora peruana Gabriela Burneo para dirigir dos obras. La primera: “Fiebre de Primavera” actuada por un elenco joven, Marisol Guarderas (primera hija de Raúl), Fernando Hidalgo, Carlos Freile, Patricia Román, Noemí Albuja, Miriam Chiriboga y Gino Descalzi. La segunda: “Querido Mentiroso” de Jerome Kilty, dirigida y actuada por la misma directora peruana y Raúl Guarderas Guarderas. Se consagró como actor en su papel de George Bernard Shaw.
Posteriormente estrenaron una obra infantil “La lección de la luna” dirigida por Carlos Izurieta, donde actuaba junto a Juana Guarderas (tercera hija de Raúl) y María Beatriz Vergara siendo aún adolescentes. Le siguieron obras de gran importancia como “La señorita Julia” de Strindberg, bajo la dirección y actuación de la rusa Tamara Klavukova y las actuaciones de Maricruz Bustamante y Raúl Guarderas. Con la dirección de Carlos Freile estrenaron "El Oso", "Un duelo", "Sobre el daño que hace el tabaco" y "Petición de Mano" todas obras de Antón Chéjov. En ese momento se juntó al elenco Isabel Iturralde.
Víctor Carvajal, director chileno, estuvo a cargo de los estrenos del “Retablo Jovial” de Alejandro Casona y “El Canto del Cisne de Chéjov”. En esta última Raúl tuvo una actuación magistral en cuatro papeles: El viejo actor, Hamlet, Rey Lear, Lopajin. Además actuaron Marisol Guarderas, Juana Guarderas, María Beatriz Vergara, Christian Muchmeyer, Juan Carlos Vandenberg, Ana Rosenfeld, Mariví Guarderas, María Elena Jervasi.
Bajo la dirección de la actriz francesa Marie Lourties estrenaron “Receta para Viajar” de Francisco Aguirre Guarderas. En la que actuaron Raúl Guarderas, Isabel Iturralde, César Cordovez Febres Cordero, Nelly Araujo, Gino Descalzi, Paca Reyes, Yolanda López, Hernando Rojas, José Alejandro de la Paz, René Rodas y César Cordovez V. Esta fue una obra muy taquillera.
Actuó también en cine en producciones nacionales e internacionales. En Die Besteigung des Chimborazo (1989) del director Rainer Simon, actuó junto a Luis Miguel Campos, Olivier Pascalin y Jan Josef Liefers. En el mismo año en el cortometraje "A-parecer", dirigida por Carlos Naranjo, actuó junto a su sobrina Marivi Guarderas, Arístides Vargas y Jorge Mateus. También actuó en Unser Mann im Dschungel (1985) dirigida por Rudolf Steiner y con la actuación de Armin Mueller Stahl. En Mi tía Nora (1982) dirigida por Jorge Prelorán actuó junto a Isabel Casanova, Giomar Vega, Alfonso Naranjo, Alejandro Buenaventura, Blanca Hauser, Ana María Miranda y Fausto Jaramillo. En esta película no solo actuó sino que su casona de la Mariscal fue el escenario para la filmación. Actuó en largometrajes como "Recuerdos de Montalvo" (ASOCINE,s/f)[13]. Finalmente sus historias han servido de inspiración a cineastas contemporáneos.
Raúl dio un salto hacia la dirección. Dirigió y actuó en “En los Ojos Vacíos de la Gente” de Francisco Tobar García. Compartió tablas con Mónica Fernández Salvador, Jaime Bonelli, Martha Ormaza, Ana María Ruiz, Catalina Proaño, María Rosa Salcedo, Javier Larrea y Fernando de la Paz. Durante esta primera década en el teatro dirigió también “Anillos para una Dama” de Antonio Gala, con la actuación de Isabel Iturralde, César Cordovez, Hernán Guarderas y María Isabel Bustamante.
En el Patio de Comedias también se dedicó a la formación vocal para actores y actrices a partir de los conocimientos adquiridos con su maestra de canto, Blanca Hauser. Fue cantante e impulsor de la producción coral. Durante algunos años también recibió en su casa al Coro Juan Sebastián Bach, en el que cantaba su hija menor.
Fue comentarista taurino en la Radio Gran Colombia. Articulista del Diario Últimas Noticias. Escribió en la revista Mundo Diners y en Ecuador Tierra Incógnita.
Durante estos años Raúl compartió las tablas con el cuidado de sus dos hijos menores. Algo poco común para los hombres de su época.
Mientras dejaba sus semillas culturales en Quito emprendió un nuevo desafío: promover la cultura en el Cantón Mejía. Sus vivencias en la serranía equinoccial con su compañero de hazañas Luis Yánez Reinoso (el Lucho sordo), lo habían convertido en “chagra quintaesencia”. Fue entonces mentalizador del Paseo Procesional del Chagra. Festividad que se celebra desde 1983. Apoyó la creación de la Asociación Cofradía del Chagra (ACOCHA). Conformó un grupo de teatro ATAM que actualmente lleva su nombre. Formó un grupo de actores y actrices con quienes montó “La importancia de llamarse compadre Honorio”, “Petición de mano”, "Alza que te han visto" y “Entre chalinas y ponchos”. Las primeras adaptaciones de obras clásicas a la cultura chagra y las dos última escritas por él. Escribió varias poesías alusivas a la chacarería y a la vida del campo: “Cimarrón (premiada), "Danza del paso criollo", “Sentimientos chacareros” (poema que da nombre a su poemario), "Mi gallito zaratano", "Los caminos de mi carreta", "Despertares del páramo", "El canto a mi vaquita", entre otros. Disertó sobre el chagra en el Segundo Encuentro Internacional de Promotores de la Cultura Popular de América Latina y el Caribe en Querétaro, México.
Criticó los sistemas ganaderos vigentes, dependientes de las importaciones. Desarrolló una cruza de vacas lecheras adaptada a la altura de la serranía ecuatoriana, a las que les llamó “Chisinchanas”. Plasmó también en esta cruza sus ideas sobre el mestizaje. Fue pionero en manejar ganado lechero dentro del sistema silvopastoril en las faldas del Volcán Atacazo. En esa misma zona, dedicó a proteger un área de bosque primario, escaso en la Sierra Ecuatoriana.
Hombre visionario. Promotor del turismo en el Catón Mejía. Soñó con habilitar el ordeño viejo para vender directamente los producto lácteos y agrícolas producidos en el sector. Sus dos hijas mayores convirtieron su sueño en realidad en el "Café de la Vaca".
A mediados de la década de 1990 volcó sus intereses hacia la televisión. Trabajó en papeles protagónicos con Carl West y asesorándolo en locación, vestuario e investigación en varias producciones para Ecuavisa. Trabajó también con Cesar Carmigniani en Teleamazonas y con Renato Ortega. Encontró en la televisión un medio para difundir la cultura ecuatoriana a nivel nacional. Participó en “A la Costa” (1995); “El Chulla Romero y Flores” (1995); “Recuerdos en Paita” (1995); “Galápagos: el diablo en el paraíso” (1995); “El Puente llevará su nombre” (1995); “Polvo y Ceniza”.
Fue también en esta época cuando junto a Susana Pautasso y Pedro Pérez impulsaron la creación de la Escuela de Actuación de la Universidad de las Américas (UDLA).
Subió a las tablas por última vez en el 2000 actuando en "El secreto de la Azucena" escrita y dirigida por Luis Miguel Campos. Actuó con Juana Guarderas, Monserrat Astudillo, Ana Urbach y Coco Maldonado, bajo la dirección actoral de Adulcir Saad.
Desde 1975 hasta el 2001 compartía todas sus actividades con la escritura de su novela “Donde reposan las nubes” publicada por Abya-Yala en el 2002. En ella plasma todas sus ideas sobre el mestizaje y recoge las tradiciones y costumbres de los Andes ecuatoriales. Su novela “es un viaje interior y exterior por lo mágico y mítico de la Sierra del Ecuador, él es Alejandro en su búsqueda, es el sabio nativo, es el Shullashca, y es la voz de la tierra, de la Allpa-mama, que nos invita a recorrer las mesetas y montañas álgidas donde reposan las nubes”.

#### Su recogimiento
Tras el lanzamiento de su libro, Raúl, cansado de la vida agitada, se recogió en el campo en Sierra Alisos, Tambillo Alto, acompañado de la enfermedad de Alzheimer, su esposa, un juego de pinceles, lienzos y hojas. Inicialmente llenó la casa de caballitos y vacas, paulatinamente formas abstractas y colores invadían su cuarto de pintura. Él escribió: “¿y si las personas habláramos en colores y no en palabras?”.
Sus escritos no cesaron durante este tiempo. Escribió: “Volé hasta Bagdad en una alfombra mágica para recuperar la lámpara de Aladino. Y me tapo los oídos para no escuchar el boom de la destrucción de los gringos en Irak. Regreso en mi alfombra mágica para posarme en el verde del campo y dejar que los duendes y las hadas del bosque habiten mi cerebro".
Fueron tiempos para transitar por los caminos de su infancia y juventud, guardando en la memoria del corazón todos sus recuerdos. Encontró la alegría escuchando óperas y zarzuelas, riendo con las películas de Cantinflas, cantando y caminando. Luego vino un profundo y sereno silencio.

## Fallecimiento
Murió tras ser acurrucado por sus hijas y su esposa. Quienes le cantaron las mismas canciones que él cantaba. Fue enterrado en el cementerio de Aloasí con su traje elegante, una rosa roja, una foto de su esposa, una pluma de cóndor y su sombrerito chacarero en el corazón. Fue la tarde del 14 de septiembre de 2013.
Si en esta biografía queda algo por añadir es que María del Carmen Albuja fue la mujer que en bastidores apoyó toda la carrera de Raúl. Fue la empresaria del teatro y continúa siendo la de Yanayura y Sierra Alisos; fue la productora del Paseo del Chagra; la editora de sus escritos; fue y es la memoria de Raúl.

## Reconocimientos
En 1996 fue condecorado por 25 años de labor teatral por la Casa de la Cultura Ecuatoriana "Benjamín Carrión".
En el 2003 fue declarado por la UNESCO "Personaje representativo de la quiteñitud".
En el 2009 fue reconocido por el Municipio del Distrito Metropolitano de Quito y el Ministerio de Cultura del Ecuador como "Patrimonio Vivo de la Cultura Nacional".
En el 2013 recibió el reconocimiento del Consejo Nacional de Cinematografía del Ecuador, CN Cine, por su "Contribución a la construcción de la historia visual del país".